# Râul Pantelimon
Râul Pantelimon este un curs de apă din Dobrogea, afluent al râului Casimcea. 

## Hărți
- Harta Județului Constanța